# پالایشگاه زیستی

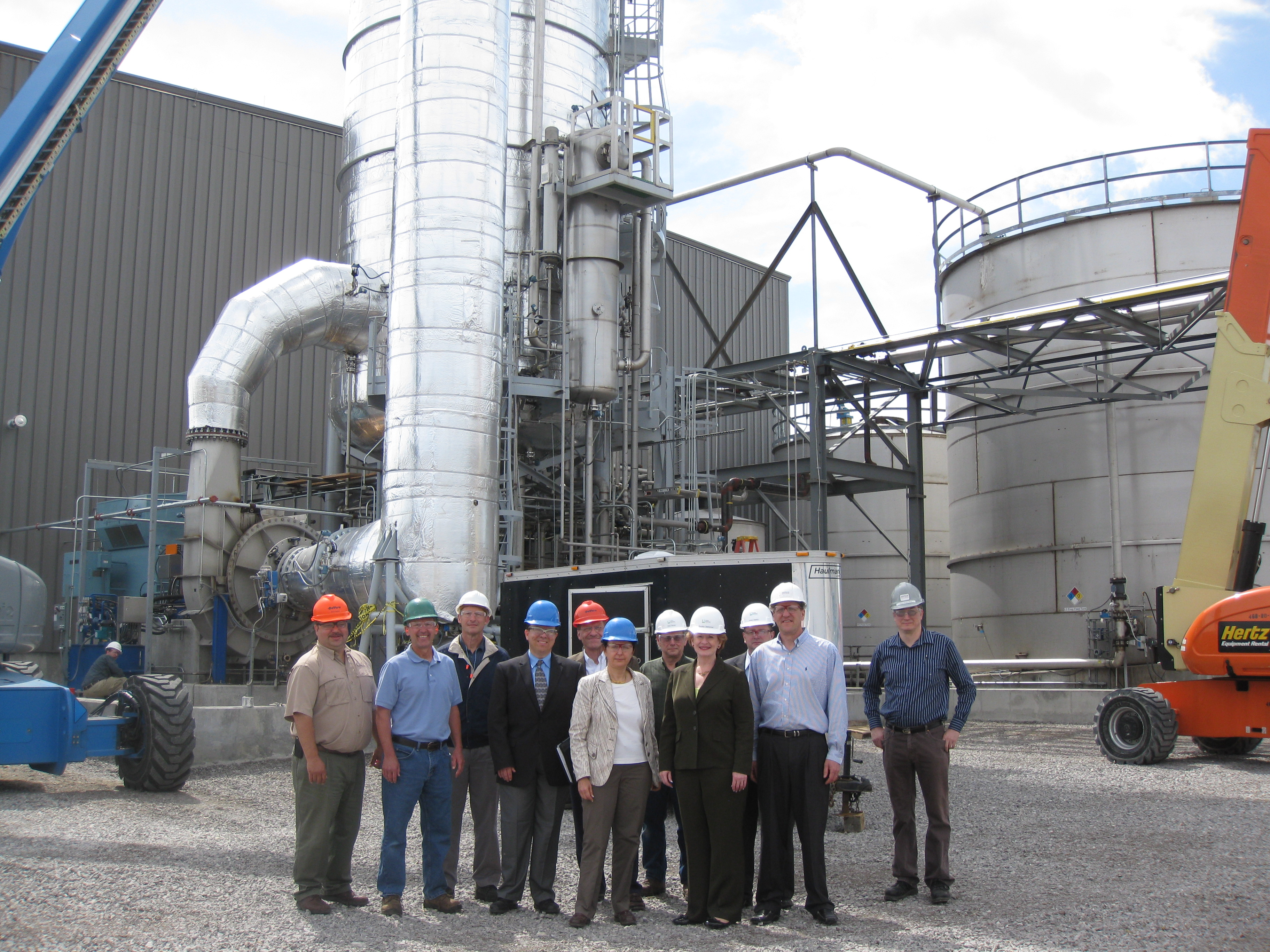
دبی ستبنو درحال بازدید از یک پالایشگاه زیستی

یک پالایشگاه زیستی پالایشگاهی است که زیست‌توده را به انرژی و دیگر محصولات جانبی (مانند مواد شیمیایی) تبدیل می‌کند. آژانس بین‌المللی انرژی پالایش زیستی را به‌عنوان "پردازش و فرآوری پایدار زیست‌توده به یک دامنه از محصولات برپایهٔ محصولات زیستی (مواد غذایی، غذا، مواد شیمیایی، مواد معدنی) و انرژی زیستی (سوخت‌های زیستی، نیرو یا گرما)" تعریف می‌کند. پالایشگاه‌های زیستی می‌توانند مواد شیمیایی متعددی را با تجزیه مواد خام اولیه (زیست‌توده) به چندین واسطه (کربوهیدرات، پروتئین، تری‌گلیسیرید) فراهم کنند که می‌تواند بیشتر به محصولات دارای ارزش افزوده تبدیل شود. استفاده از زیست‌توده به عنوان مادهٔ اولیه می‌تواند منجر به کاهش اثرات زیست‌محیطی؛ در قالب انتشار آلاینده‌های خفیف‌تر و کاهش انتشار مواد خطرناک شود. علاوه‌بر این، پالایشگاه زیستی برای رسیدن به اهداف زیر درنظر گرفته شده است:
1. تأمین سوخت کنونی و سازگرهای شیمیایی
2. ارائه سازگرهای جدید ساختاری برای تولید مواد جدید با ویژگی‌های درهم گسیخته
3. ایجاد کسب‌وکارهای جدید، از جمله در مناطق روستایی
4. بازیافت زباله (زباله‌های کشاورزی، شهری و صنعتی)

## اولین زیست پالایشگاه در ایران

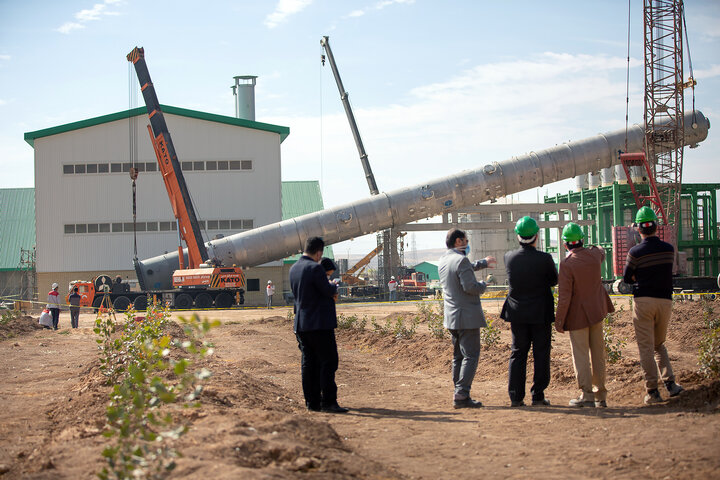
نصب برج تقطیر در اولین زیست پالایشگاه ایران (کرمانشاه)

بیواتانول (اتانول زیستی) توسط تخمیر اجزای کربوهیدراتی مواد گیاهی تولید می‌شود. روش‌های مرسوم تولید بیواتانول خلاف نفت، انرژی تجدیدپذیر به حساب می‌آید و می‌تواند از مواد خام کشاورزی به دست آورده شود. زیست‌اتانول می‌تواند از فراورده‌ها و ضایعاتی مانند گندم، نیشکر، سیب‌زمینی و ذرت به دست آید.
طرح تولید اتانول زیستی در کرمانشاه برای جایگزینی افزودنی‌های سوخت‌های فسیلی در سال ۱۳۹۲ با خرید زمینی به وسعت ۱۲٫۷ هکتار، توسط سازمان گسترش و نوسازی صنایع ایران (ایدرو) و با مشارکت بخش خصوصی در شهرک صنعتی بیستون کلید خورد. عملیات اجرایی این طرح به خاطر برخی مسایل و مشکلات در اواخر سال ۱۳۹۴ آغاز شد و با سرعت لاکپشتی ساخت پروژه ادامه داشت تا در سال ۹۵ مجدد متوقف شد، ساخت و تکمیل این واحد تولیدکننده سوخت دوباره در سال ۹۸ از سر گرفته شد، ولی در دولت سیزدهم به صورت ویژه در دستور کار ۲ استاندار دولت (آقایان امیری مقدم و صحرایی) در این استان بوده است.

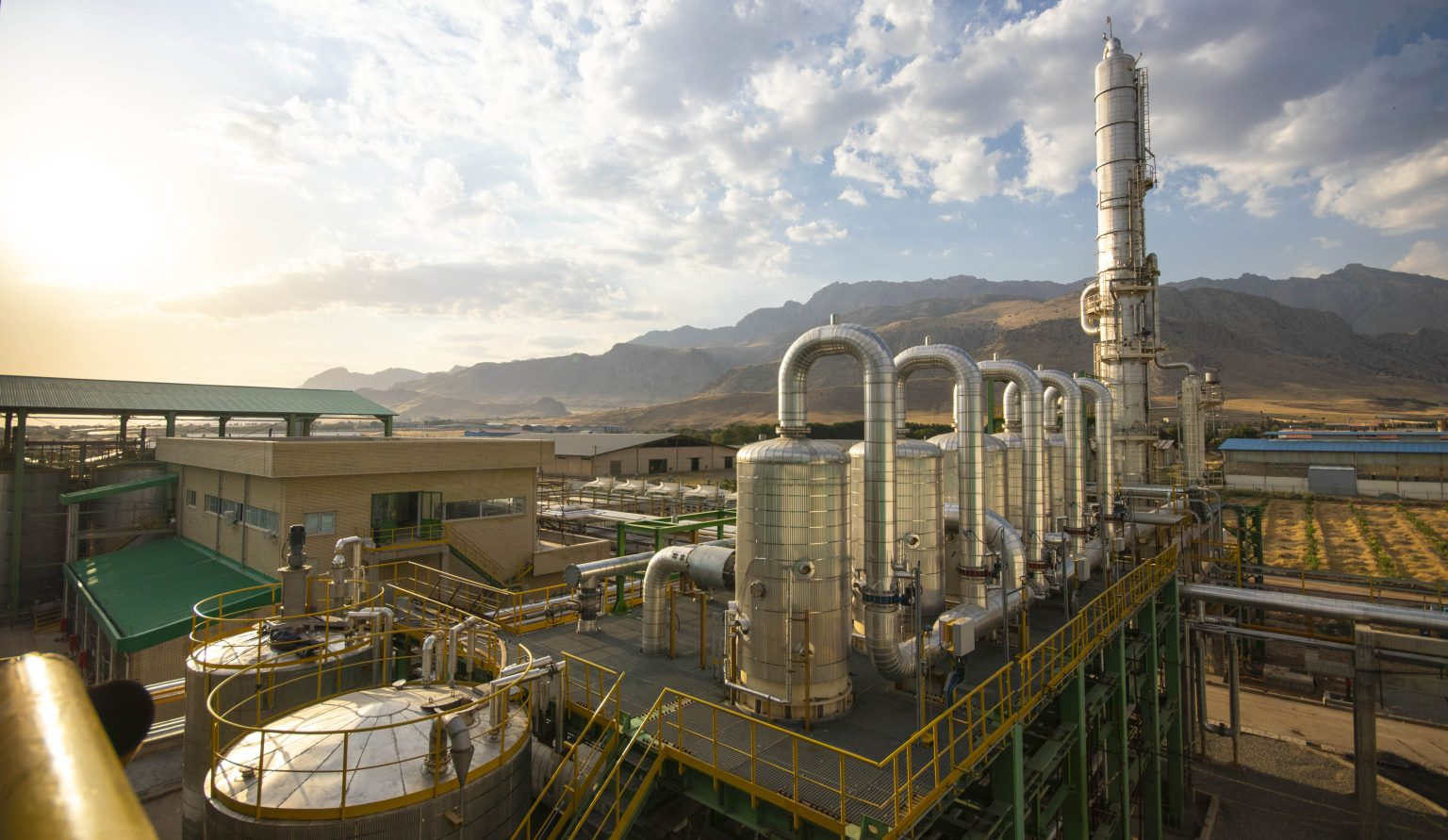
اولین زیست پالایشگاه ایران (کرمانشاه) ۱۴۰۳

سرانجام این پروژه در سال ۱۴۰۲ به بهره‌برداری رسید و اولین زیست پالایشگاه ایران برای تولید سوخت اتانول به مرحله تولید رسید، این پروژه به همت شرکت گسترش سوخت سبز زاگرس (سهامی عام) که از مجموعه‌های سازمان گسترش و نوسازی صنایع ایران می‌باشد در حال اجرا می‌باشد و در حال ساخت دومین زیست پالایشگاه کشور در شهرستان باشت می‌باشند.